# Byzantinische Zeitschrift
Byzantinische Zeitschrift (скор. BZ та ByzZ) є одним з провідних наукових журналів з візантиністики. Часопис заснував Карл Крумбахер у 1892 році.
Журнал публікує статті, які охоплюють весь спектр тем з візантійської історії та культури (історія, джерелознавство, історична географія, богослов’я, літературознавство, допоміжні історичні дисципліни, археологія, історія мистецтва). У часописі збирають та систематизують бібліографічну інформацію про всю наукову літературу видану у світі у галузі візантиністики. Журнал поділяється на три секції: 
1. статті;
2. рецензії;
3. бібліографія, повідомлення, некрологи.

Виходить щороку у двох зошитах, які складають один том. Журнал тимчасово не видавали під час Першої та Другої Світових війн. У 2010 році вийшов 103 том журналу.
Першим головним редактором журналу був Карл Крумбахер (1892-1909). Після його смерті видавцями Byzantinische Zeitschrift були: Паул Марк (1909-1927) та Аугуст Гейзенберг (1910-1930); Франц Дюльгер (1928-1963); Ганс-Ґеорг Бек (1964-1977), Фрідріх Вільгельм Дайхман (1964-1980) та Герберт Гунгер (1964-1980); Армін Голвег (1978-1980); Петер Шрайнер (1991-2004); Альбрехт Бергер (з 2001).
На сьогоднішній день редакція журналу перебуває у Мюнхені при Інституті візантиністики, новогрецьких студій та візантійського мистецтва (Institut für Byzantinistik, Neogräzistik und Byzantinische Kunstgeschichte) Мюнхенського університету Людвіга-Максиміліана. Журнал друкують у видавництві Walter de Gruyter (Німеччина).
Видавці журналу також видають базу даних бібліографії з візантиністики — Byzantinische Zeitschrift-Bibliographie. Бібліографічні записи, які містяться в журналі, поміщають у базу даних, яку видають на CD. У базі бібліографічні записи поділені на 14 предметних областей і до багатьох з них додані анотації чи коментарі. Існує можливість пошуку бібліографії за різними критеріями. У 2005 році вийшло третє видання CD, яке містить приблизно 63 000 бібліографічних записів з номерів журналу 83 (1990) — 97(2004) .
Додатково до часопису видають серію Byzantinisches Archiv (з 1898) та Supplementum bibliographicum (з 1994).